# Vino della Borgogna

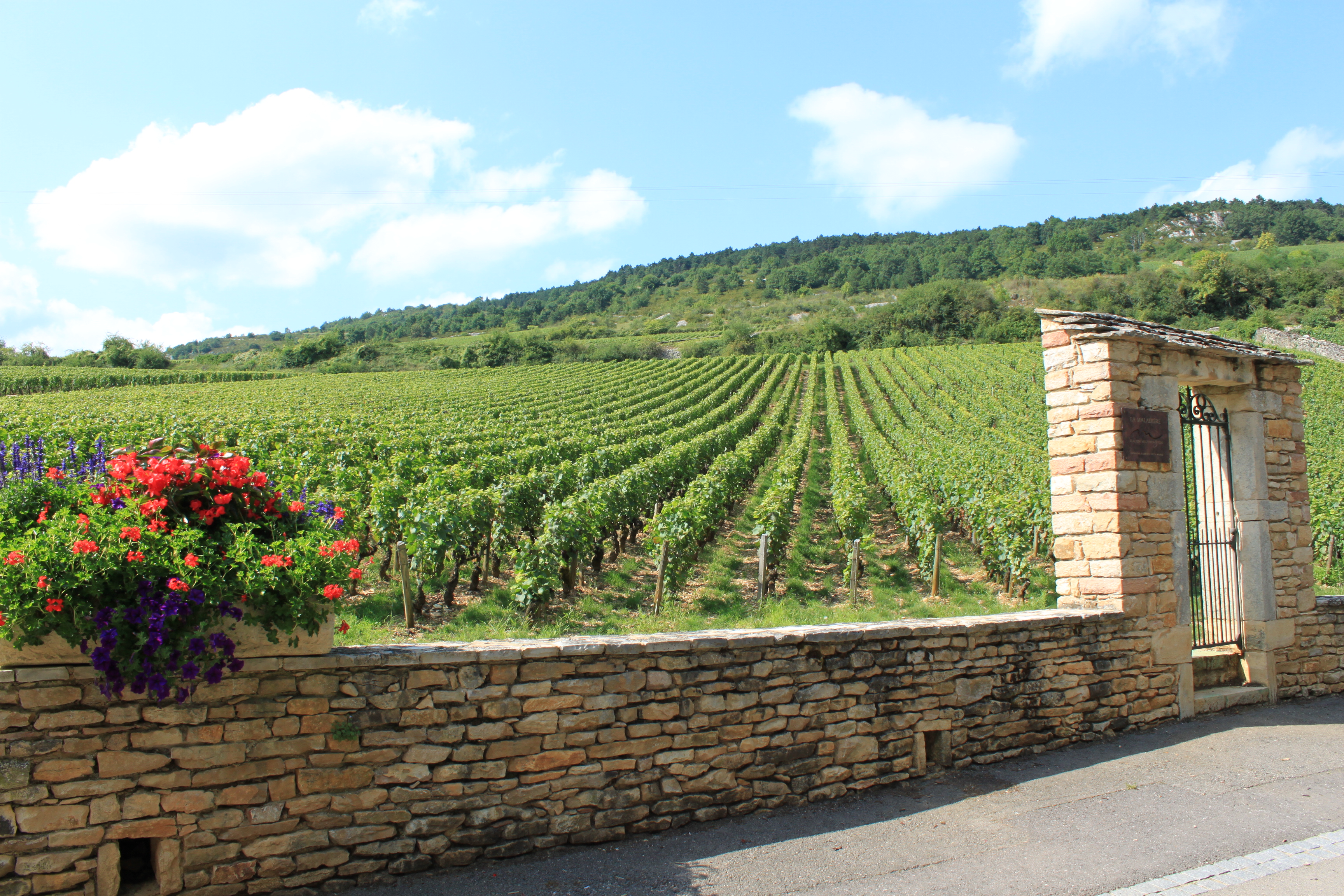
Vigneto a Santenay.

Mappa dei vini della Borgogna (all'eccezione del Chablis).

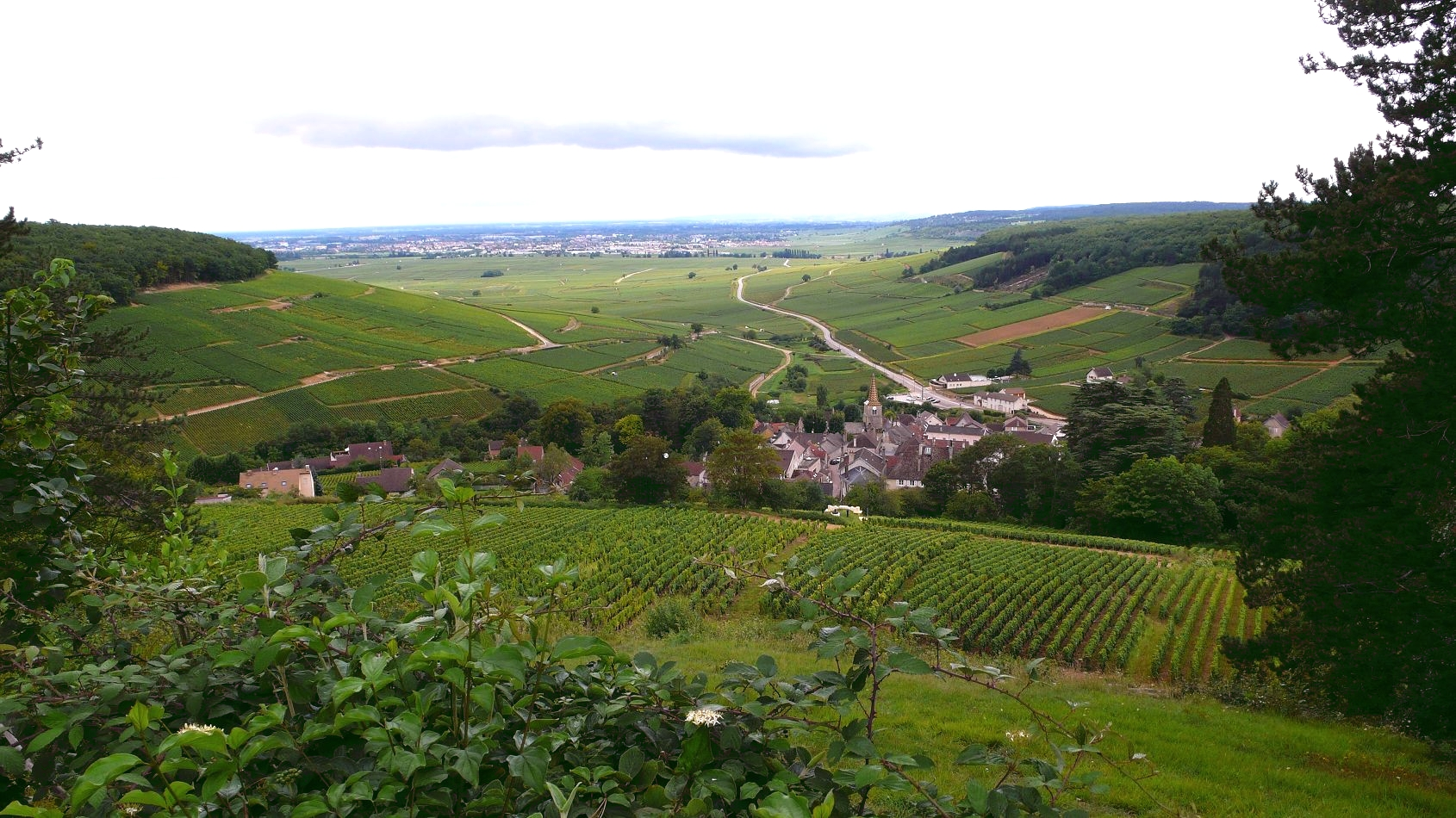
Vigneto a Pernand-Vergelesses, vicino Beaune.

Il vino della Borgogna (in francese: "Bourgogne" o "vin de Bourgogne") è il vino prodotto nella regione Borgogna, situata nella Francia centro orientale, nella valle sulla riva ovest del fiume Saona, affluente del Rodano. Corrispondendo ad una delle principali, più antiche e più rinomate regioni produttrici di vino in Francia, i vigneti della Borgogna sono stati riconosciuti patrimonio mondiale dell'umanità dall'UNESCO.

## Descrizione
Questa zona è famosa soprattutto per i suoi vini rossi prodotti a partire da vitigno Pinot Nero e per i vini bianchi prodotti a partire da vitigno Chardonnay. 
Le altre varietà di vitigni che concorrono alla produzione dei vini di Borgogna sono il Gamay per i rossi e l'Aligoté per i bianchi. In Borgogna vengono prodotti anche piccoli quantitativi di vini rosati e di vini spumante.
La zona vinicola della Borgogna si estende in una lunga e stretta banda di terra che segue il percorso del fiume Saona da nord a sud, partendo da Digione e arrivando quasi a Lione. La sottozona del Chablis è indipendente e si trova più a nord, nei pressi di Auxerre e comprende anche l'Auxerrois e il Tonnerrois. Piccoli vigneti sono coltivati anche intorno alla cittadina di Vézelay, non lontano da Auxerre, e, a nord di Digione, intorno a Châtillon-sur-Seine (il Châtillonnais).
Beaune, al centro della regione, è conosciuta come la capitale dei vini della Borgogna. La zona compresa tra Digione e Beaune è nota come la Côte de Nuits, mentre quella a sud di Beaune, fino à Châlon-sur-Saône, è nota come la Côte de Beaune. Queste due zone sono il cuore dei vini della Borgogna e, insieme, formano la famosa Côte-d'Or. 
Subito a sud della Côte de Beaune e di Châlon-sur-Saône si trova la Côte chalonnaise e poi la zona del Mâconnais, che si espande intorno alla città di Mâcon. La zona sud, nei pressi di Lione, non fa storicamente parte della regione della Borgogna, ed è conosciuta come Beaujolais.
La sottozona del Chablis fa parte della Borgogna, ma è più conosciuta con il nome della sottozona piuttosto che col nome di "Borgogna".
I vini della Borgogna vantano una storia che risale all'Antichità e sono i più pregiati vini francesi insieme a quelli di Bordeaux. In confronto al vigneto di Bordeaux, la Borgogna si caratterizza da aziende vitivinicole di piccole dimensioni (specie non superano i cinque ettari) e da un sistema di identificazione dei vini secondo i cosiddetti "climats" (clima in italiano), piccoli appezzamenti che sono più di 360 in tutta la regione e riflettono le proprietà della terra, creando il terroir. I vini di Borgogna possiedono inoltre il loro proprio sistema di classificazione : il vino di base è detto "regionale" (identificato sull'etichetta con il solo nome della regione Bourgogne), la qualità superiore è il Village ("paese", il vino prendendo il nome dal comune dove viene prodotto), mentre le categorie più pregiate sono i Premiers crus ("primo vigneto", prende il nome delle'appezzamento dove viene prodotto) e, soprattutto, i Grands crus ("grandi vigneti", prodotti negli appezzamenti migliori di un comune). Tra i grands crus più famosi prodotti in Borgogna si annoverano quelli di Pommard, Montrachet, Gevrey-Chambertin, Nuits-Saint-Georges, Vosne-Romanée e di Aloxe-Corton. Il vino de La Romanée-Conti, prodotto su meno di due ettari nella Côte de Nuits, è famoso per essere il vino rosso più caro del mondo.
La zona del Beaujolais produce vini da tavola, di minore qualità rispetto a quelli della Borgogna vera e propria e più economici. Il cosiddetto Beaujolais nouveau ("Beaujolais nuovo"), un vino novello imbottigliato a fine autunno, è aspettato ogni anno in tutta Francia.
La proporzione dei vini della Borgogna destinati all'esportazione è la più alta tra i vini francesi.
Dalla Borgogna sono originari certi vitigni tra i più usati al mondo, in particolare lo Chardonnay, per i vini bianchi, che prende il suo nome da un paese del sud della regione, e anche la forma di una bottiglia di vino molto diffusa, appunto chiamata la borgognotta.